# روضة الأمير علي بن الحسين (المفرق)
روضة الأمير علي بن الحسين منطقة سكنية تقع في لواء البادية الشمالية، محافظة المفرق في الأردن. تنتمي المنطقة لقضاء دير الكهف الذي يضم 17 منطقة. يقدر عدد سكانها بـ 1393 نسمة حسب إحصاء 2015.

## الوصلات الخارجية
- دائرة الاحصاءات العامة